# Ludwig Hermann Harnisch
Ludwig Hermann Harnisch (* 25. Juli 1825 in Hannover; † 16. Oktober 1904 ebenda) war ein deutscher Zinngießer.

## Leben
Ludwig Hermann Harnisch war vermutlich der Sohn von Georg Friedrich Harnisch.
1850 erwarb er das Bürgerrecht der Stadt Hannover und wurde im selben Jahr Meister.
In den Jahren von 1868 bis 1884 bekleidete Harnisch als letzter Vorsteher das Amt des 1884 aufgelösten Zinngießeramtes in Hannover.

## Werke
Arbeiten von Ludwig Hermann Harnisch finden sich unter anderem im Historischen Museum Hannover.